# Nightbitch
Pour plus de détails, voir Fiche technique et Distribution.
Nightbitch est un film américain écrit et réalisé par Marielle Heller, sorti en 2024. Il s'agit de l'adaptation cinématographique du roman La Nuit chienne de Rachel Yoder (en).

## Fiche technique
- Titre : Nightbitch
- Réalisation : Marielle Heller
- Scénario : Marielle Heller, d'après le roman La Nuit chienne de Rachel Yoder
- Pays de production :  États-Unis
- Langue originale : anglais
- Genre : comédie noire, horreur
- Dates de sortie :
  - Canada : 7 septembre 2024 (première au Festival international du film de Toronto)
  - États-Unis : 6 décembre 2024 (sortie limitée), 27 décembre 2024 (sur Hulu)
  - France : 24 janvier 2025[1] (sur Disney+)
- Classification : 
  - États-Unis : R (Restricted)

## Distribution
- Amy Adams : la mère
- Scoot McNairy (VF : Thomas Roditi) : le mari
- Arleigh et Emmett Snowden : le fils
- Jessica Harper : Norma
- Zoë Chao : Jen
- Mary Holland : Miriam
- Archana Rajan : Liz
- Darius De La Cruz : Lemuel
- Ella Thomas : Naya
- Stacey L. Swift (VF : Blanche Ravalec) : Frieda
- Adrienne Rose White (VF : Périne Liset) : Sally
- Ros Gentle : Nana

 Source et légende : version française (VF) sur RS Doublage

## Sortie et accueil
Nightbitch devait initialement sortir sur Hulu,, mais a ensuite été annoncé pour une sortie en salles par Searchlight Pictures pour le 6 décembre 2024. Il a été présenté en première au Festival international du film de Toronto le 7 septembre 2024. Nightbitch est sorti sur le service de streaming Hulu le 27 décembre 2024.
L'accueil critique est mitigé à sa sortie. Dans les pays anglophones, sur le site web d'agrégation de critiques Rotten Tomatoes, 59 % des 214 critiques sont positives et notant dans son consensus qu'« en matière d'adaptation, Nightbitch est plus agressif que mordant, la brillante Amy Adams s'attaquant à la maternité et au quartier dans une comédie plutôt conventionnelle ». Metacritic, qui utilise une moyenne pondérée , attribue au film une note de 56⁄100, basée sur 53 critiques, indiquant des critiques « mitigées ou moyennes ». En France, l'accueil est modéré avec une moyenne de 3⁄5 sur le site AlloCiné, basé sur neuf « titres de presse ».
Le film a connu une distribution limitée dans les salles de cinéma notamment aux États-Unis (où les résultats au box-office ne sont pas connus), au Royaume-Uni (où il totalise 170 710 $ dans 89 salles) et en Nouvelle-Zélande (276 $ au box-office).